# Енхедуанна
Енхедуанна (аккад. верховна жриця, прикраса бога Ана) — головна жриця храму місячного бога Нанни в Урі, дочка Шаррумкена, аккадська поетеса. Вважається першою відомою історії поетесою, а ширше — першою відомою авторкою літературних творів. Також її гімни є першим в світовій літературі зразком творів, написаних від першої особи.

## Життєпис
Про Ехедуанну відомо перш за все з одного з надписів Шаррумкена, в якому повідомляється, що вона, дочка Шаррумкена як верховна жриця, дружина Нанна, спорудила в Урі вівтар на честь бога Ана.
|  | Енхедуанна, верховна жриця Нанни, дружина Нанна, дитина Шаррумкена, царя всього світу, в храмі Інанназаза в Урі храм спорудила храм престолом Ана названо |

Очевидно, царську дочку призначили головною жрицею для того, щоб посилити вплив її батька. Для Шаррумкена та його наступників призначення на подібні посади своїх родичів було звичною практикою. Призначення Енхедуанни не можна розглядати аналогом постригу в монастир чи «пристроювання». Цариці та принцеси аккадського правлячого роду мали чималі земельні володіння та власний адміністративний штат. І хоч для того, щоб стати головною жрицею, Енхедуанна, семітка за походженням, прийняла шумерське ім'я, але це було призначення на дуже високу та впливову посаду.
Як дружина бога жила Ехнедуанна найімовірніше в Егіпарку (священному Гіпарі) — святилищі богині Нінегалі, яка вважалася дружиною Нанни. Вона була поетесою, і в пізніші часи їй приписувався ряд релігійних гімнів на честь Інанни (Іштар), яка вважалася богинею-покровителькою саргонідів.
Енхедуанна відігравала помітну роль і в суспільному та політичному житті. Вона стала головною жрицею ще за життя батька, залишалася нею за правління своїх братів Рімуша та Маніштусу, які разом правили не менше 20-25 років, і застала правління свого племінника Нарам-Суена. Вже за Нарам-Суена в Урі сталося повстання. Якийсь Лугаль-Ане оголосив, що Ур знову є незалежним і не підпорядковується Аккаду. Спираючися на авторитет місцевого божества Нанна він та його прихильники виступали проти богів, які вважалися покровителями саргонідів — Інанни та її батька Анн. Однак Енхедуанна як верховна жриця Нанни не підтримала Лугаль-Ане, за що той вигнав її з храму. Тоді за легендою вона звернулася за допомогою до Інанни, і допомога дійсно прийшла у вигляді племінника з військом. Придушивши повстання, Нарам-Суен відновив тітку на посаді.
Окрім надпису Шаррумкена та пізніших переказів, до нас дійшли й інші свідчення про Енхедуанна — три печатки, на яких згадується її ім'я, а також халколітовий диск з Уру.